# Папа Константин
Папа Константин (лат. Constantinus; 9. април 715) је био 88. папа од 25. марта 708. до 9. априла 715.